# Новини кіноекрана
«Новини кіноекрана» (до 1981 — «Новини кіноекрану»; с укр. — «Новости киноэкрана») — украинский советский ежемесячный критико-публицистический иллюстрированный журнал о кино, фактически главное украиноязычное издание о кинематографе 1960—1980-х годов.

## Характеристика
Журнал являлся органом государственного комитета Совета министров УССР по кинематографии и Союза кинематографистов Украины. Издавался с 1961 по 1992 год.
В журнале освещались украинские, других республик СССР и иностранные новинки киноэкрана, история кинематографа, печатались критические статьи, публиковались творческие портреты актёров и деятелей киноискусства.
Главными редакторами журнала работали Василий Сычевский (1961—1974), Иван Корниенко (ответственный редактор), А. Г. Гордей (1976—1993). В редакции работали Евгений Загданский, Иван Миколайчук, Василий Земляк, Тимофей Левчук, Александр Левада, Владимир Войтенко, Леонид Череватенко и др.